# راکی ماونت (کارولینای شمالی)
راکی ماونت (به انگلیسی: Rocky Mount) شهری در ایالت کارولینای شمالی کشور ایالات متحده آمریکا است که جمعیت آن در سرشماری سال ۲۰۱۰ میلادی، ۵۷٬۴۷۷ نفر بوده‌است.